# Trix Wetter
Trix Wetter (* 8. April 1947 in Zürich) ist eine Schweizer Grafikerin, Grafikdesignerin, Buch- und Plakatgestalterin.

## Leben und Werk
Trix Wetter liess sich von 1964 bis 1968 an der Kunstgewerbeschule Bern und Biel zur Grafikerin ausbilden. Anschliessend arbeitete sie bis 1978 im Atelier Hablützel & Jaquet in Bern. Während jener Zeit hielt sie sich für sechs Monate in Paris auf, wo sie für die Werbeagentur SNIP arbeitete und wichtige Impulse für die Gestaltung von Verpackungsdesign erhielt.
Trix Wetter machte sich 1975 selbstständig und eröffnete ein eigenes Atelier in Bern. Drei Jahre später zog sie nach Zürich. Zu einem bedeutenden Auftrag in ihrer ersten Zürcher Zeit gehörte der Entwurf illustrativer Scherenschnitte für Tragtaschen sowie Verpackungen für «Globus Delicatessa». Später entwarf sie Plakate für das Warenhaus «Globus». 1986 war Wetter mitverantwortlich für das Erscheinungsbild der Kunsthalle Zürich. 
Neben Corporate Identities gehörten Buch- und Plakatgestaltungen für Museen zu ihrem Hauptaufgabengebiet. So war sie von 1984 bis 2001 verantwortlich für das Konzept und die Gestaltung der Kunstzeitschrift Parkett sowie von 1989 bis 1991 für die Neukonzeption und die Gestaltung der Mailänder Architekturzeitschrift Ottagono. Zusammen mit Jean Robert, Käti Durrer und Hanna Koller war sie 1993 mitverantwortlich für das Erscheinungsbild des Fotomuseums Winterthur. 1998 gestaltete sie das gesamte Erscheinungsbild der Sammlung Oskar Reinhart «Am Römerholz». Von 1989 bis 2000 arbeitete sie projektspezifisch mit dem Architekturbüro Gigon/Guyer zusammen.
Trix Wetter arbeitete regelmässig mit folgenden Kunden zusammen: Ammann Verlag, Edition Patrick Frey, Kunstmuseum Basel, Kunsthaus Zürich, Kunsthalle Zürich, Museum Bellerive, Museum für Gestaltung Zürich und Museum Folkwang in Essen. 1993 hatte sie einen Lehrauftrag an der Kunstgewerbeschule Zürich sowie 2014 an der Zürcher Hochschule der Künste.